# 松林马蓝
松林马蓝（学名：Strobilanthes pinetorum）为爵床科马蓝属下的一个种。原为叉花草属下的一个种，名为松林叉花草，现归入马蓝属，改名为松林马蓝。产中国云南（腾冲、片马）。模式标本采自云南腾冲。